# Thijs Klompmaker
Thijs Klompmaker (Nieuwehorne, 12 februari 1903 – Oudehaske, 6 juni 1987) was de eerste Nederlands kampioen kortebaanschaatsen.
Hij won het Nederlands kampioenschap op 22 januari 1926 in Leeuwarden van Jacob Slof. Hij reed de tweemaal 160 meter in 31 seconden. Twee jaar daarvoor was op 5 januari 1924 in Rijperkerk al de eerste nationale titelstrijd gehouden. Jolle de Jong en Marten Slager eindigden gelijk. Doordat het reglement van de kampioenswedstrijden nog in de maak was en zij niet over wilden schaatsen, was er toen geen winnaar.
In 1928 werd Klompmaker nogmaals Nederlands Kampioen. Nu was het op het Pikmeer in Grouw.
Thijs was de zoon van Roelof Klompmaker en Pietje Schaap. Hij was gehuwd met Rinske Dam en woonde aan de Jousterdyk in Oudehaske. Het echtpaar kreeg 2 kinderen (Roel en Wietske), en 5 kleinkinderen (Marijke, Nynke, Thijs en Hester Klompmaker, en Hester van der Meulen). Thijs overleed in zijn woning in Oudehaske op 84-jarige leeftijd.
| Jaar | Plaats | Kampioenschap |
| ---- | ------ | ------------- |
| 1926 | Goud   | NK Kortebaan  |
| 1928 | Goud   | NK Kortebaan  |